# Kornidzor
Kornidzor (in armeno Կոռնիձոր) è un comune di 1 326 abitanti (2010) della Provincia di Syunik in Armenia.